# Оптимистическая трагедия (опера)
«Оптимистическая трагедия» — опера в 3 действиях, либретто А. Холминова и А. Машистова по одноименной пьесе Вс. Вишневского, написанной в 1932 году. Композитор Александр Холминов.

## История
В 1960-х годах Министерство культуры решило поставить оперу «Оптимистическая трагедия». Ее премьера состоялась 20 ноября (по другим данным 29 ноября) 1965 года в городе Фрунзе, в Киргизском государственном академическом театре оперы и балета. В новой редакции первая постановка оперы на русской сцене состоялась 27 октября 1967 года в Большом театре и была показана в сезоне 4 раза.  
Музыка А. Холминова. Либретто А. Холминова и А. Машистова. 
Опера демонстрировалась 33 раза, последнее представление состоялось 8 ноября 1977 года. Режиссер И. Туманов, художник В. Рындин, дирижер Г. Рождественский, художник по костюмам В. Клементьев. Хормейстер А. Рыбнов и Л. Савва, балетмейстер Н. Авалиани.
Композитор А. Холминов писал, что пьеса «Оптимистическая трагедия» захватила его своей масштабностью, яркостью и необычностью, приподнятой атмосферой. Работа над оперой велась с 1959 по 1964 год. Атмосфера в оперном театре во время работы над оперой не была безмятежной, артисты много времени посвящали работе над постановкой. Опера пользовалась успехом, были премьеры в Чехословакии и ГДР. В ГДР опера была показана два раза.
По словам композитора, самая эпохальная постановка состоялась в Большом театре в Москве. Партию Комиссара пела Арина Архипова, а партию Вожака А. Огнивцев. Г. Рождественский вспоминал, что начиная работу над оперой, ее создатели хотели сделать спектакль, который был бы равный драме Вишневского.
Многие отмечали удачную задумку массовых сцен оперы. 
Когда тема революции была немного забыта, опера «Оптимистическая трагедия» отошла на второй план.
Образ женщины-Комиссара был символом эпохи. У Холминова образ женщины-комиссара ассоциировался с Жанной д’Арк. Композитор хотел показать разноплановость героини и ее внутренний мир, ее героический характер. Лирическая линия оперы проявляется в сцене, где Алексей объясняется в любви Комиссару, слыша в ответ, что сейчас не время для таких чувств.
Образы Вожака и Сиплого в опере символизируют собой стихийное начало. Вокальная партия Вожака характеризуется мелодической «скупостью», его краткие реплики разделены паузами. У женщины-комиссара напевно-декламационная партия. Сюжет оперы показывает не только проблемы социальной жизни, но и личную трагедию персонажей.

## Действующие лица
- Комиссар — И. Архипова
- Алексей — Г. Андрющенко
- Вайнонен — В. Власов
- Вожак — А. Огнивцев
- Сиплый — Г. Ефимов
- Беринг — В. Валайтис
- Боцман — Л. Маслов
- Высокий матрос — В. Пашинский
- Рябой матрос — В. Пьявко
- Старая женщина — Н. Косицына
- Белогвардейский офицер — В. Горбунов
- Первый пленный офицер — В. Нартов
- Второй пленный офицер — К. Басков
- Полуголый матрос — Э. Кубиков
- Первый ведущий — Ю. Стрельцов
- Второй ведущий — А. Румянцев[7]

## Либретто
В период гражданской войны на одном из кораблей анархисты под руководством Вожака захватывают власть. Реввоенсовет отправляет на этот корабль женщину-комиссара. Беринг — командир корабля — читает приказ о том, что отряд должен быть переформирован в морской полк, и должен выступить на фронт. Вожак анархистов отдает приказ об аресте Беринга и хочет впоследствии добиться смертной казни. Комиссар пытается противостоять тому, что делает Вожак, на ее сторону становится любимец полка Алексей. Вожака приговаривают к расстрелу, а анархистский мятеж подавляют. Белогвардейцы схватывают комиссара и она погибает.